# Ядассон, Саломон
Саломон Ядассон (нем. Salomon Jadassohn; 13 августа 1831, Вроцлав — 1 февраля 1902, Лейпциг) — немецкий композитор и музыкальный педагог.

## Биография
Родился в еврейской семье, родители — Йозеф и Беата Ядассон. Учился в Бреслау у Морица Брозига, затем с 1848 года в Лейпцигской консерватории у Морица Гауптмана, Юлиуса Рица и Эрнста Рихтера, а также (как пианист) у Игнаца Мошелеса и в Веймаре у Ференца Листа. В 1851 году был солистом при первом исполнении выполненного Листом оркестрового переложения Блестящего полонеза Карла Марии фон Вебера (сам Лист дирижировал).
Руководил хором лейпцигской синагоги. С 1871 года преподавал в Лейпцигской консерватории; среди его учеников разного времени были такие значительные музыканты, как Кристиан Синдинг, Юлий Блейхман, Гуго Риман, Фредерик Делиус, Зигфрид Карг-Элерт, Эмиль фон Резничек, Феликс Вайнгартнер, Джордж Уайтфилд Чедуик, Сергей Борткевич. Позднее руководил оркестрами в Данциге и Бремене, затем вернулся в Лейпциг. Почётный доктор Лейпцигского университета (1887).
Автор четырёх симфоний (1861, 1865, 1876, 1889), двух фортепианных концертов (1887, 1888), многочисленных камерных сочинений, песен. Опубликовал также ряд теоретических и учебных сочинений.

## Семья
Жена — Хелена Фридландер (1843—1891).
Отец семерых детей. Сын, Александр Ядассон (1873—1948), был заметным музыкальным издателем и критиком, умер в Нью-Йорке. Дочь — Берта Рахель Рафаэль Ядассон (в замужестве Берта Фалль, 1880—1934) была замужем за композитором Лео Фаллем.